# Acer duplicatoserratum
Acer duplicatoserratum là một loài phong, bản địa của miền nam Trung Quốc, bao gồm cả Đài Loan.
Đây là loài cây nhỏ, cùng nhóm với các loài phòng như phong Nhật Bản. Thùy lá hình chân vịt với bảy đến chín thùy, dài 2,3–10 cm và rộng 3–10 cm.
Loài có hai giống:
- Acer duplicatoserratum var. duplicatoserratum. Đài Loan, đặc hữu; xếp loại nguy cấp.[2] Cuống lá luôn có lông tơ.
- Acer duplicatoserratum var. chinense C.S.Chang. Trung Quốc đại lục: An Huy, Phúc Kiến, Quý Châu, miền nam Hà Nam, Hồ Bắc, Hồ Nam, Giang Tô, Giang Tây, Sơn Đông, và Chiết Giang. Cuống lá chỉ có lông tơ lúc còn non, sau đó không còn lông.

Vấn đề phân loại của loài cũng như các loài có liên hệ với nó vẫn còn chưa ngã ngũ, và loài này có thể sẽ được phân lại dưới dạng đồng nghĩa với loài Acer ceriferum trong tương lai.